# Stephan Dusil
Stephan Dusil (* 1975) ist ein Rechtswissenschaftler. Er ist seit 2019 Hochschullehrer für Bürgerliches Recht, Deutsche Rechtsgeschichte und Juristische Zeitgeschichte an der Eberhard Karls Universität Tübingen.

## Leben
Dusil studierte Rechtswissenschaften in Bayreuth, Bielefeld und Frankfurt am Main. In Bielefeld und Frankfurt studierte er zudem Mittlere und Neuere Geschichte. 2000 legte er das erste Juristische Staatsexamen in Frankfurt am Main ab. Sein Geschichtsstudium schloss er 2001 an der Universität Bielefeld mit einem Magister Artium ab. 2005 wurde er an der Johann Wolfgang Goethe-Universität (Frankfurt am Main) mit einer Arbeit über die Verbreitung von Stadtrechten im späten Mittelalter am Beispiel der westfälischen Stadt Soest promoviert. Sein zweites Juristisches Staatsexamen legte er 2006 in Hamburg ab.
Am Pontifical Institute of Mediaeval Studies in Toronto / Canada forschte er von 2008 bis 2009. Dort wurde ihm 2010 zudem die „Licence in Mediaeval Studies“ (LMS) verliehen.
An der Universität Zürich forschte und arbeitete er als PostDoc von 2010 bis 2014. Bis Dezember 2015 war er (zusammen mit Andreas Thier) an dem interdisziplinären Forschungsprojekt „Mittelalterliche Wissensordnungen des Rechts im Wandel“ beteiligt. Er habilitierte sich 2016 in Zürich mit einer Arbeit über hochmittelalterliches Kirchenrecht und erhielt die venia legendi für Rechtsgeschichte, Privatrecht, Kirchenrecht und Rechtsvergleichung.
An der Juristischen Fakultät der KU Leuven in Belgien lehrte er als Associate Professor von 2014 bis 2019. Zugleich war er Gastdozent an der niederländischen Tilburg University und „professeur invité“ an der Université Catholique de Louvain in Louvain-la-Neuve.
Im März 2019 unterrichtete er als Mitglied der "Flying Faculty" an der China-EU School of Law in Beijing UN-Kaufrecht.
An der Eberhard Karls Universität Tübingen forscht und lehrt er seit dem Wintersemester 2019/2020.
Seit 2015 ist er zudem im Advisory Board des Stephan Kuttner Institute of Medieval Canon Law. Außerdem vertritt er die Rechtsgeschichte im Beirat des Mediävistenverbands und ist Mitherausgeber des Forum Historiae Juris.
Er ist Mitglied der International Society of Medieval Canon Law.

## Preise und Auszeichnungen
- „Ignaz-Theodor-Liborius-Meyer-Preis“ 2006 des Vereins für Geschichte und Altertumskunde Westfalen, Abteilung     Paderborn (für die Dissertation)[10]

- "Mellon-Fellowship" der Andrew W. Mellon Foundation, New York City als PostDoc am PIMS (2008/09)

- „Hermann Conring-Preis“ 2018 (für die Habilitation)

## Werke (Auswahl)
- Die Soester Stadtrechtsfamilie. Mittelalterliche Quellen und neuzeitliche Historiographie (= Forschungen zur deutschen Rechtsgeschichte. Band 24). Böhlau, Köln/ Weimar/ Wien 2007, ISBN 978-3-412-24306-7 (zugleich Dissertation, Frankfurt am Main 2006).
- mit Joseph Goering und Andreas Thier (Hrsg.): Proceedings of the Fourteenth International Congress of Medieval Canon Law. Toronto, 5–11 August 2012 (= Monumenta Iuris Canonici C. Band 15). Biblioteca Apostolica Vaticana, Vatikan 2016, ISBN 978-88-210-0965-5.
- mit Gerald Schwedler und Raphael Schwitter (Hrsg.): Exzerpieren – Kompilieren – Tradieren. Transformationen des Wissens zwischen Spätantike und Frühmittelalter (= Millenium Studies. Band 64). de Gruyter, Boston/ Berlin 2017, ISBN 978-3-11-050126-1.
- Eduard Meijers en het Ligurische erfrecht in Europa. Geschiedenis(sen) van het privaatrecht (= Acta Falconis. Band 18). Intersentia, Antwerpen 2018, ISBN 978-94-000-0926-4.
- Wissensordnungen des Rechts im Wandel. Päpstlicher Jurisdiktionsprimat und Zölibat zwischen 1000 und 1215 (= Mediaevalia Lovaniensia Studia. Band 47). Leuven University Press, Leuven 2018, ISBN 978-94-6270-133-5 (zugleich Habilitationsschrift, Zürich 2016).